# توم إندرز
توم إندرز (بالألمانية: Thomas Enders)‏ هو رائد أعمال ألماني، ولد في 21 ديسمبر 1958 في Bruchertseifen ‏ في ألمانيا.

## وصلات خارجية
- توم إيندرس على موقع مونزينجر (الألمانية)
- توم إيندرس على موقع إن إن دي بي (الإنجليزية)